# Hontanas
Hontanas ist ein Dorf am Jakobsweg in der Provinz Burgos der Autonomen Gemeinschaft Kastilien und León.

## Geschichte
Der Ortsname bezieht sich auf die gute Wasserversorgung des Dorfes durch verschiedene Quellen und entwickelte sich durch Konsonantenverschiebung von „Fontanas“ zu „Hontanas“.
Zeugnis der langen Verbundenheit des Ortes mit dem Pilgerweg nach Santiago de Compostela ist das ehemalige Pilgerhospiz „Hospital de San Juan“ oder „Meson de los Franceses“ (Frankenhaus). Es wurde restauriert und dient heute wieder als Pilgerherberge. Darüber hinaus erwähnt Domenico Laffi den Ort in seinem Pilgerbericht.

## Sehenswürdigkeiten
- Pfarrkirche der Unbefleckten Empfängnis (Iglesia de la Inmaculada Concepción), 14. Jahrhundert, mit einem Barockretabel von Fernando de la Peña. Daneben eine der namensgebenden Quellen.
- Ehemalige und reaktivierte Pilgerherberge „Hospital de San Juan / de los Franceses“

## Fiestas
- Patronatsfest: 6. – 8. Dezember
- Sankt-Rochus-Feuer (Hoguera de San Roque): 16. August

## Bevölkerungsentwicklung
| 1991 | 1996 | 2001 | 2004 |
| ---- | ---- | ---- | ---- |
| 96   | 80   | 65   | 70   |